# NGC 7592
NGC 7592 је лентикуларна галаксија у сазвежђу Водолија која се налази на NGC листи објеката дубоког неба.
Деклинација објекта је - 4° 24' 59" а ректасцензија 23h 18m 22,0s. Привидна величина (магнитуда) објекта NGC 7592 износи 13,5 а фотографска магнитуда 14,4. NGC 7592 је још познат и под ознакама MCG -1-59-17, MK 928, VV 731, IRAS 23157-0441, PGC 70999.